# Панамериканский чемпионат по борьбе 2025
Панамериканский чемпионат по борьбе 2025 года прошёл 8 — 11 мая в городе Монтеррей (Мексика). Это был 6-й континентальный чемпионат по борьбе, который прошёл в Мексике и второй, который состоялся в Монтеррее — в городе прошёл Панамериканский чемпионат по борьбе 2010 года.

## Медалисты

### Вольная борьба
| Весовая категория | Золото                         | Серебро                           | Бронза                                                             |
| ----------------- | ------------------------------ | --------------------------------- | ------------------------------------------------------------------ |
| до 57 кг          | Роман Браво-Янг · Мексика      | Лукас Родригес · Пуэрто-Рико      | Лайам Кронин · США Эдвин Сегура · Гватемала                        |
| до 61 кг          | Джекс Форрест · США            | Джозеф Андрес Силва · Пуэрто-Рико | Джошуа Крамер · Эквадор Гаррет Сандерс · Канада                    |
| до 65 кг          | Агустин Дестрибатс · Аргентина | Джозеф Маккенна · США             | Пеймен Биабани · Канада Вилфредо Бокани · Венесуэла                |
| до 70 кг          | Остин Гомес · Мексика          | Ян Максвелл Паркер · США          | Сикстро Окапина · Перу Джейкоб Торрес · Канада                     |
| до 74 кг          | Ладарион Локет · США           | Антони Монтеро · Венесуэла        | Кристина Сантьяго Перес · Мексика Адам Томсон · Канада             |
| до 79 кг          | Эван Вик · США                 | Шейн Джонс · Пуэрто-Рико          | Джасмит Фулка · Канада                                             |
| до 86 кг          | Захид Валенсия · США           | Хорхе Ллано · Аргентина           | Стивен Родригес Торрес · Венесуэла Кевин де Леон Тревино · Мексика |
| до 92 кг          | Трент Хидли · США              | Эндрю Джонсон · Канада            | Эдвин Моралес · Пуэрто-Рико                                        |
| до 97 кг          | Джастин Рейдмастер · США       | Артуро Силот · Куба               | Нишан Рандхава · Канада                                            |
| до 125 кг         | Уайетт Хендриксон · США        | Ричард Филипп Дешателес · Канада  | Хосе Даниэль Диас · Венесуэла Джило Авила · Гондурас               |

### Греко-римская борьба
| Весовая категория | Золото                    | Серебро                             | Бронза                                            |
| ----------------- | ------------------------- | ----------------------------------- | ------------------------------------------------- |
| до 55 кг          | Джейден Рэйни · США       | Исаак Марин Мата · Мексика          | не вручалась                                      |
| до 60 кг          | Максвелл Блэк · США       | Алексис Родригес Эрнендес · Мексика | Ёнейкер Краво · Венесуэла                         |
| до 63 кг          | Джерими Пералта · Эквадор | Эллис Колеман · США                 | Гектор Санчес · Мексика                           |
| до 67 кг          | Луис Орта · Куба          | Нестор Альманса · Чили              | Марко Фернандес · Перу Нейсер Идальго · Венесуэла |
| до 72 кг          | Алехандро Санчо · США     | Нилтон Сото · Перу                  | Ирвинг Кабрера · Мексика                          |
| до 77 кг          | Камал Бей · США           | Арсен Джулфалакян · Аргентина       | Калебе Корреа · Бразилия Леомар ДеПул · Венесуэла |
| до 82 кг          | Бека Мелелашвили · США    | Диего Торрес · Мексика              | Давид Чок Хуок · Гватемала                        |
| до 87 кг          | Пейтон Джейкобсон · США   | Луис Авендано · Венесуэла           | Хосе Варгас Руэда · Мексика                       |
| до 97 кг          | Габриэль Росильо · Куба   | Кевин Мехия · Гондурас              | Майкл Фой · США                                   |
| до 130 кг         | Оскар Пино · Куба         | Колтон Шульц · США                  | Мойсес Перес · Венесуэла Гино Авила · Гондурас    |

### Женская борьба
| Весовая категория | Золото                   | Серебро                    | Бронза                                              |
| ----------------- | ------------------------ | -------------------------- | --------------------------------------------------- |
| до 50 кг          | Одри Хименес · США       | Мэдисон Паркс · Канада     | Юснейлис Гусман · Куба Нохалис Хименес · Венесуэла  |
| до 53 кг          | Лусия Епес · Эквадор     | Мариана Диас · Венесуэла   | Адриана Кастилья · Аргентина Джаслин Галлегос · США |
| до 55 кг          | Карла Годинес · Канада   | Луиза Шваб · США           | Андреа Барриентос · Мексика                         |
| до 57 кг          | Янилес Санс · Куба       | Берта Чавес · Мексика      | Луиса Вальверде · Эквадор Аманда Мартинес · США     |
| до 59 кг          | Лоренс Борегард · Канада | Абигаль Нетте · США        | Альма Валенсия Эското · Мексика                     |
| до 62 кг          | Ана Годинес · Канада     | Астрид Киринос · Венесуэла | Мэлани Виллабла · Мексика                           |
| до 65 кг          | Мэйси Килти · США        | Мики Роуботтом · Канада    | Алекс Гомес · Мексика                               |
| до 68 кг          | Кеннеди Блейдс · США     | Натали Эррера · Венесуэла  | Вирджиния Фернандес · Чили                          |
| до 72 кг          | Тиффани Баублитц · США   | Нила Бёрджес · Канада      | Мишель Руис · Мексика                               |
| до 76 кг          | Кайли Уэлкер · США       | Тамирес Мачадо · Бразилия  | Милаймис Марин · Куба Хенесис Реаско · Эквадор      |

## Общий медальный зачёт
*   Принимающая страна (Мексика)
| Место           | Страна          | Золото | Серебро | Бронза | Всего |
| --------------- | --------------- | ------ | ------- | ------ | ----- |
| 1               | США             | 18     | 6       | 4      | 28    |
| 2               | Куба            | 4      | 1       | 2      | 7     |
| 3               | Канада          | 3      | 5       | 6      | 14    |
| 4               | Мексика*        | 2      | 4       | 10     | 16    |
| 5               | Эквадор         | 2      | 0       | 3      | 5     |
| 6               | Аргентина       | 1      | 2       | 1      | 4     |
| 7               | Венесуэла       | 0      | 5       | 8      | 13    |
| 8               | Пуэрто-Рико     | 0      | 3       | 1      | 4     |
| 9               | Гондурас        | 0      | 1       | 2      | 3     |
| 9               | Перу            | 0      | 1       | 2      | 3     |
| 11              | Бразилия        | 0      | 1       | 1      | 2     |
| 11              | Чили            | 0      | 1       | 1      | 2     |
| 13              | Гватемала       | 0      | 0       | 2      | 2     |
| Всего стран: 13 | Всего стран: 13 | 30     | 30      | 43     | 103   |